# Ludloff-Zeichen
Der Ludloff-Zeichen (englisch Ludloff's sign) ist ein heute nicht mehr verwendetes klinisches Zeichen, dass auf einen isolierten Abrissbruch des kleinen Rollhügels des Oberschenkels (Trochanter minor) hinweist. Dies ist eine besondere Form der Oberschenkelfraktur. Das Zeichen ist positiv, wenn der Patient im Sitzen das verletzte Bein gestreckt nicht mehr heben kann, wobei ihm dieses Manöver in Rückenlage weiterhin gelingt. Es ist nach dem Mediziner Karl Ludloff benannt.
Eine vollständige Querschnittsläsion, wobei sämtliche Fasern des Iliopsoas am Trochanter minor inserieren, kann ebenfalls mit dem Ludloff-Zeichen erkannt werden. Dies ist auch bei teilweiser Querschnittsläsion möglich, da der restliche Querschnitt der Fasern nicht ausreicht, um den schweren Oberschenkel anzuheben. Die Zugwirkung des M. Iliopsoas fehlt.